# Euglossa championi
Euglossa championi är en biart som beskrevs av Cheesman 1929. Euglossa championi ingår i släktet Euglossa, tribus orkidébin, och familjen långtungebin. Inga underarter finns listade.